# Gentleman (sång av Psy)
Gentleman är en musiksingel av den sydkoreanske rapparen Psy som släpptes den 12 april 2013. Låten hade efter endast tre dagar fått över 100 miljoner visningar på Youtube.